# Bezzia segermanae
Bezzia segermanae är en tvåvingeart som beskrevs av Haeselbarth 1975. Bezzia segermanae ingår i släktet Bezzia och familjen svidknott. Inga underarter finns listade i Catalogue of Life.